# Montgomery (stacja metra)
Montgomery – stacja metra w Brukseli, na linii 1. Zlokalizowana jest za stacją Merode i Joséphine-Charlotte. Została otwarta 20 września 1976.